# متنزه غابة سامبو تومانغ
حديقة غابة سامبو تومانج هي حديقة غابات تقع في غامبيا. وتبلغ مساحتها 45 هكتارًا.
تقع في منطقة النهر المركزي على ارتفاع تسعة أمتار.